# Thunnus
Thunnus (South, 1845) è un genere della famiglia Scombridae che raggruppa otto specie di grandi pesci pelagici predatori, conosciuti comunemente come tonni.

## Descrizione
Adattati al nuoto veloce, hanno un corpo ovaloide allungato e idrodinamico, piuttosto compresso ai fianchi. La pinna dorsale e quella anale sono alte e robuste, posizionate nella seconda metà del corpo. Le pettorali sono potenti, le anali piccole. Dopo la pinna dorsale e quella anale sono presenti alcune pinnette stabilizzatrici (circa 7-10 per parte).
La livrea è grigio argentea, con riflessi blu o neri. Le dimensioni sono elevate: si va da circa 1 m del Thunnus atlanticus ai 4,5 m del Thunnus thynnus.
Alcune specie sono a "sangue caldo", caratteristica rara tra i pesci; il sesso si può riconoscere dopo l'eviscerazione per la presenza di uova nella femmina o di sperma nel maschio.

## Pesca

### Pesca tradizionale

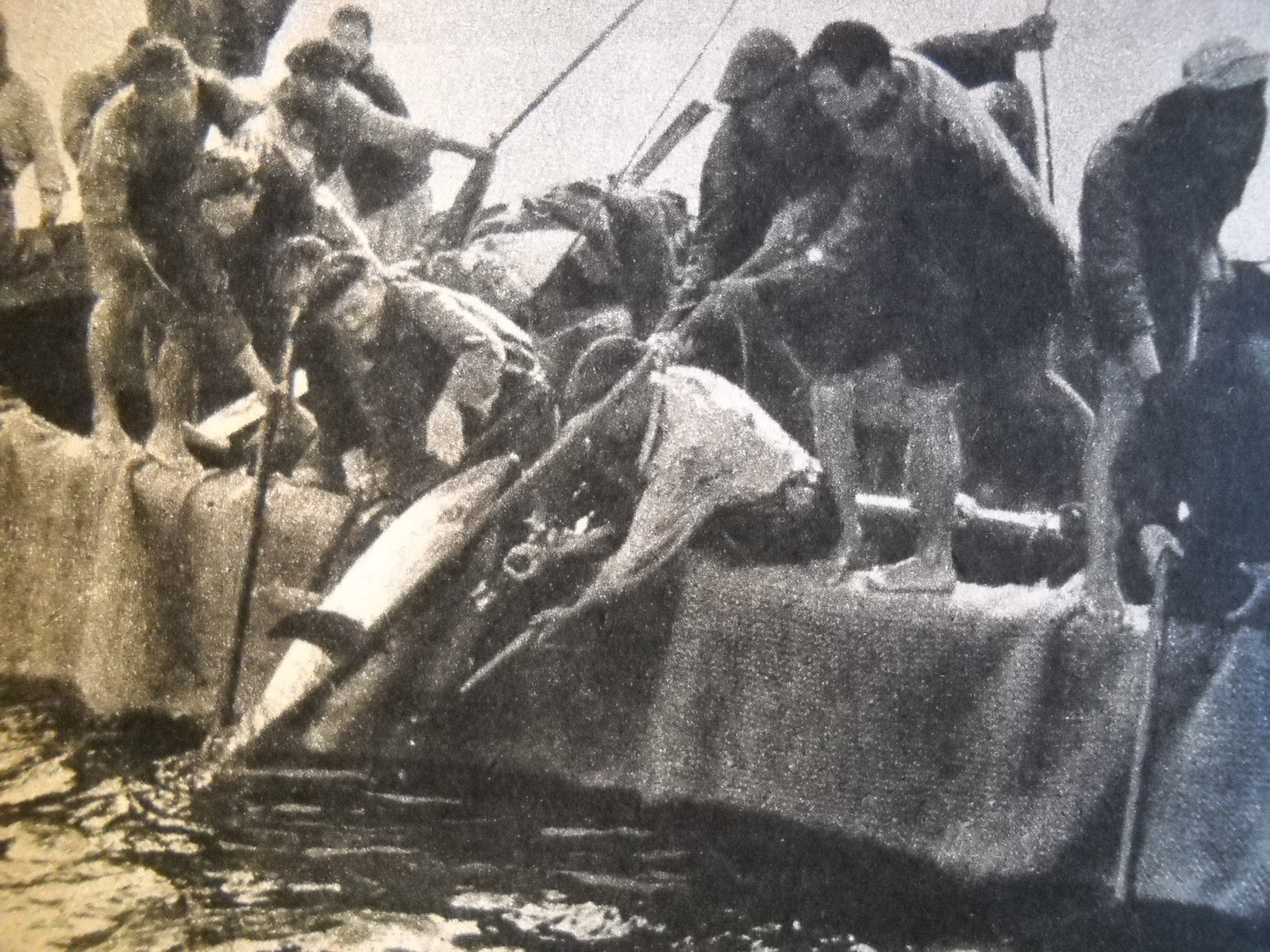
Pesca del tonno alla tonnara di Scopello, in Sicilia (1947).

Già gli antichi praticavano su larga scala la pesca del tonno, soprattutto a Gibilterra e nell'Ellesponto, in Sicilia lungo le coste del trapanese. La tecnica di pesca variava a seconda del luogo e della stagione. La specie pescata era soprattutto il tonno rosso.

### Pesca attuale
La maggior parte della flotta tonniera utilizza le reti da circuizione; si usano anche i palamiti che senza misure di mitigazione causano la morte di migliaia di tartarughe, uccelli marini e squali. Questo sistema di pesca ha colpito anche gli stock del tonno pinna gialla. Il tonnetto striato, che oggi è la specie più utilizzata per il consumo alimentare al mondo, è pescato a canna, più ecosostenibile.

#### Sovrapesca
L'incremento della domanda mondiale di sushi e sashimi, insieme all'aumento della popolazione umana, ha comportato la sovrapesca dello stock globale della popolazione di tonni. Il tonno a pinna rossa è il maggiormente minacciato, con uno stato delle popolazioni che versa in un "preoccupante stato di conservazione". A complicare gli sforzi di una gestione sostenibile della pesca c'è il fatto che il tonno migra a grandi distanze attraverso le zone economiche esclusive dei singoli Stati, oltre a porsi in posizioni esterne rispetto a esse, dove la pesca è libera e può essere svolta da navi provenienti da numerosi Paesi. Gli accordi internazionali e le convenzioni che riguardano tali aree sono improntate alla buona fede e difficili da monitorare e far rispettare. Sebbene sia stato anche allevato, così come il Thunnus orientalis, le rese sono minori di altri pesci d'allevamento a causa della lenta crescita del tonno rosso; di conseguenza i prezzi si mantengono alti (un tonno rosso catturato a nordest del Giappone il 30 dicembre 2012 è stato venduto per 1,76 milioni di dollari statunitensi a Tokyo).

## Specie
- Thunnus alalunga (alalonga)

Tabella con le dimensioni delle specie

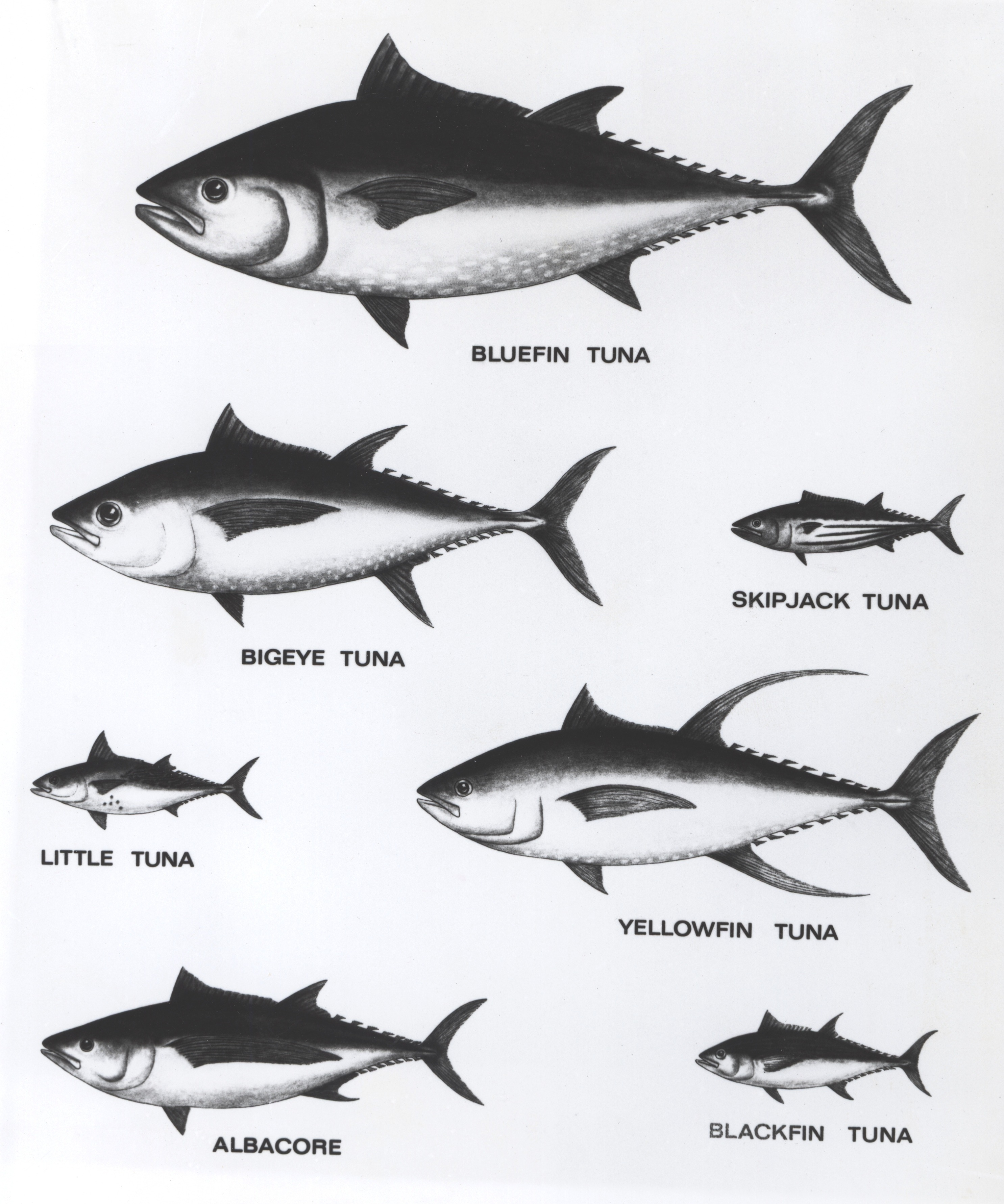
Confronto delle dimensioni e forme di diverse specie di tonni.

- Thunnus albacares (tonno pinna gialla, tonno albacora o tonno monaco)
- Thunnus atlanticus (tonno pinna nera o tonno atlantico)
- Thunnus maccoyii (tonno australe)
- Thunnus obesus (tonno obeso)
- Thunnus orientalis (tonno rosso del pacifico, tonno orientale)
- Thunnus thynnus (tonno pinna blu o tonno rosso)
- Thunnus tonggol (tonno codalunga)

## Altri tonni
Oltre alle specie appartenenti a questo genere (anche se in verità più che altro si dovrebbe parlare di tribù) vengono comunemente chiamate tonno anche queste specie:
- Katsuwonus pelamis (tonnetto striato)
- Euthynnus alletteratus (tonnetto alletterato)
- Allothunnus fallai
- Euthynnus affinis
- Auxis thazard thazard (tombarello)
- Auxis rochei rochei (tombarello biso)
- Gasterochisma melampus
- Gymnosarda unicolor

## Uso alimentare
Con varie parti del tonno (ventresca, filetti, bottarga, mosciame, lattume, cuore, buzzonaglia) si  preparano piatti che ne prevedono l'uso crudo, come nel sushi o nel sashimi, e cotto. Viene anche conservato sott'olio o al naturale (in acqua salata), generalmente confezionato in scatolette metalliche o vasetti di vetro.
Normalmente in Italia il tonno maggiormente commercializzato è il tonno pinna gialla (yellowfin), la specie oceanica più diffusa e per questo di prezzo in genere più basso, mentre il tonno rosso (bluefin), tipico del Mediterraneo, è in via di estinzione. In Spagna è utilizzato anche il tonno alalunga. Da alcuni anni il più diffuso al mondo per l'inscatolamento sott'olio è il tonnetto striato.
Le carni del tonno hanno notevoli differenze nutrizionali; la tabella che segue si riferisce a 100 g di carne cruda delle due specie:
| Specie             | Valore energetico | Grassi                     | Proteine | Carboidrati | Fosforo |
| ------------------ | ----------------- | -------------------------- | -------- | ----------- | ------- |
| Tonno rosso        | 144 kcal          | 5 g (di cui 1,3 g omega-3) | 23 g     | 0           | 254 mg  |
| Tonno pinna gialla | 108 kcal          | 1 g (di cui 0,2 g omega-3) | 23 g     | 0           | 191 mg  |

Il consumo di tonno contaminato da batteri privo di alterazioni organolettiche può dare origine alla cosiddetta sindrome sgombroide (HFP, histamine fish poisoning), una reazione gastro-enterica con sintomi simil-allergici che insorgono da dieci minuti a qualche ora dall'ingestione (in media dopo novanta minuti), riconducibili all'istamina (una sostanza che stimola l'infiammazione) in esso contenuta. I sintomi si risolvono spontaneamente nell'arco di qualche ora, ma possono durare fino a 48 ore. Raramente si hanno quadri sintomatici gravi.
Insieme ad altri predatori in testa alla catena alimentare, come pescespada e verdesca, è uno dei pesci con i più alti livelli di mercurio. I tempi di digestione medi vanno da cinque a sei ore per il tonno sott'olio crudo.
Il mercurio si lega fortemente nei tessuti del tonno ai gruppi tiolici delle proteine, in particolare a quelle contenenti zolfo. L'immersione della carne di pesce per 2 settimane in una soluzione acquosa con l'1.2% di cisteina può ridurre la quantità complessiva di mercurio nella misura del 25 - 35%.

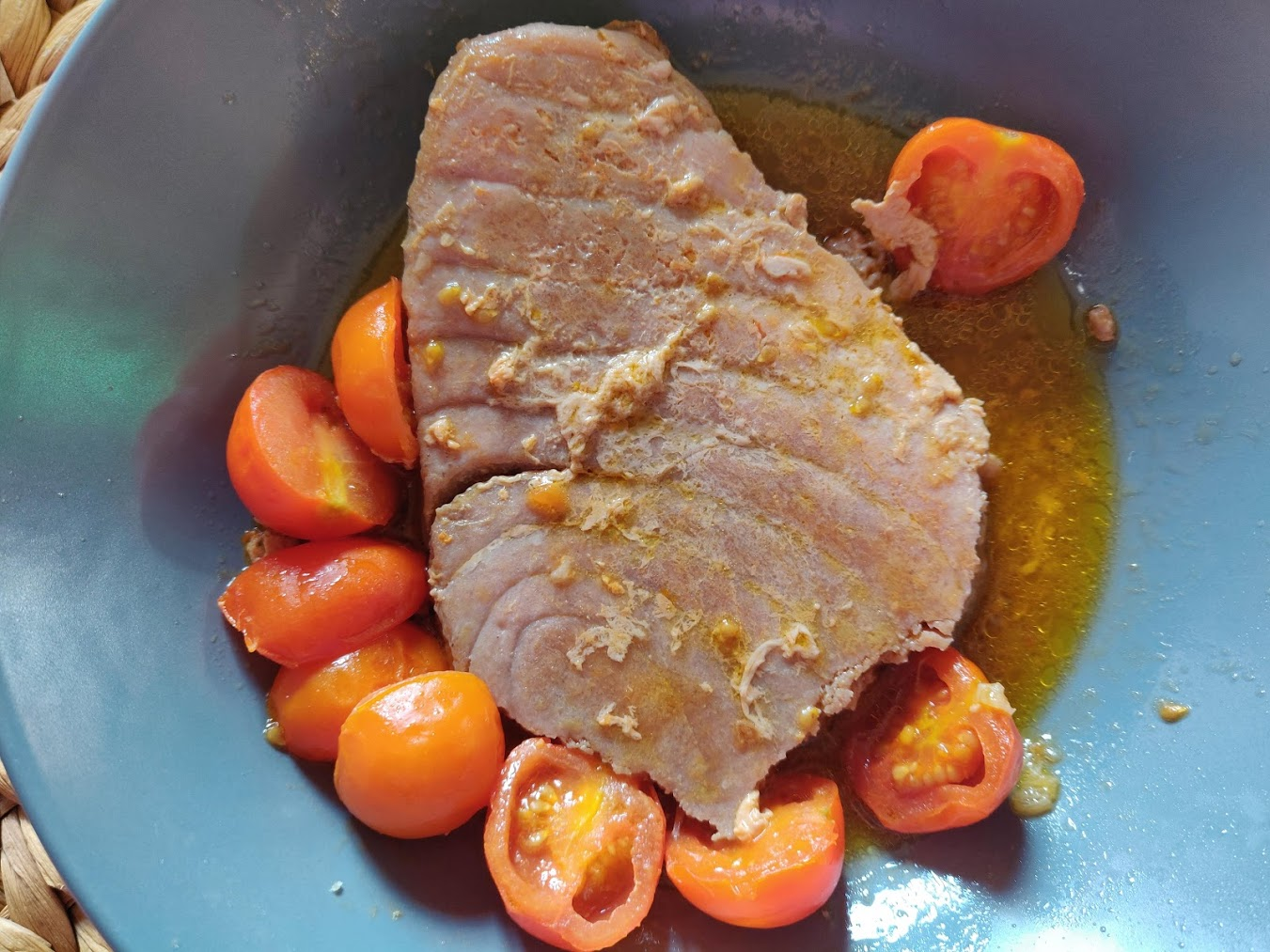
Bistecca di tonno con pachino
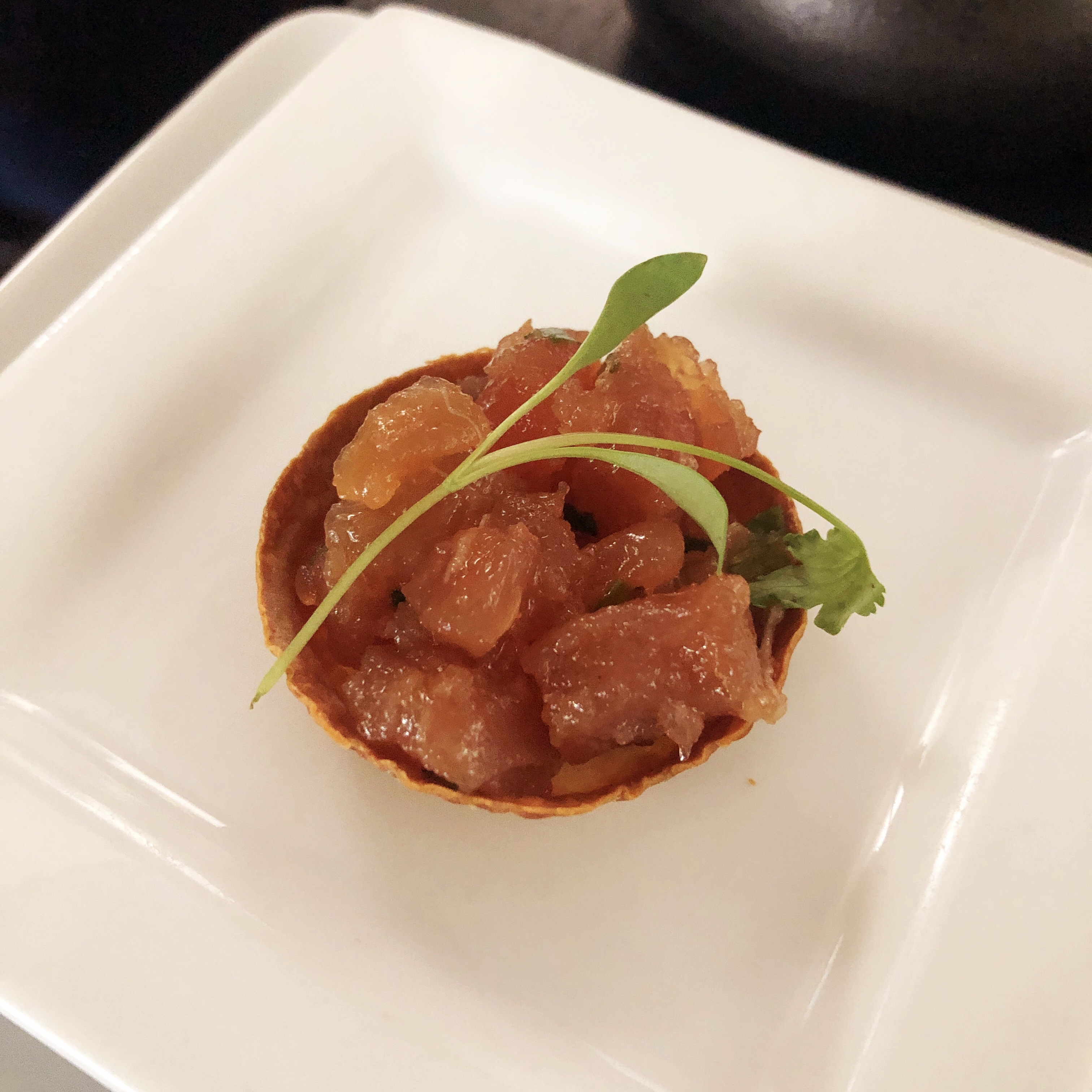
Tartare di tonno
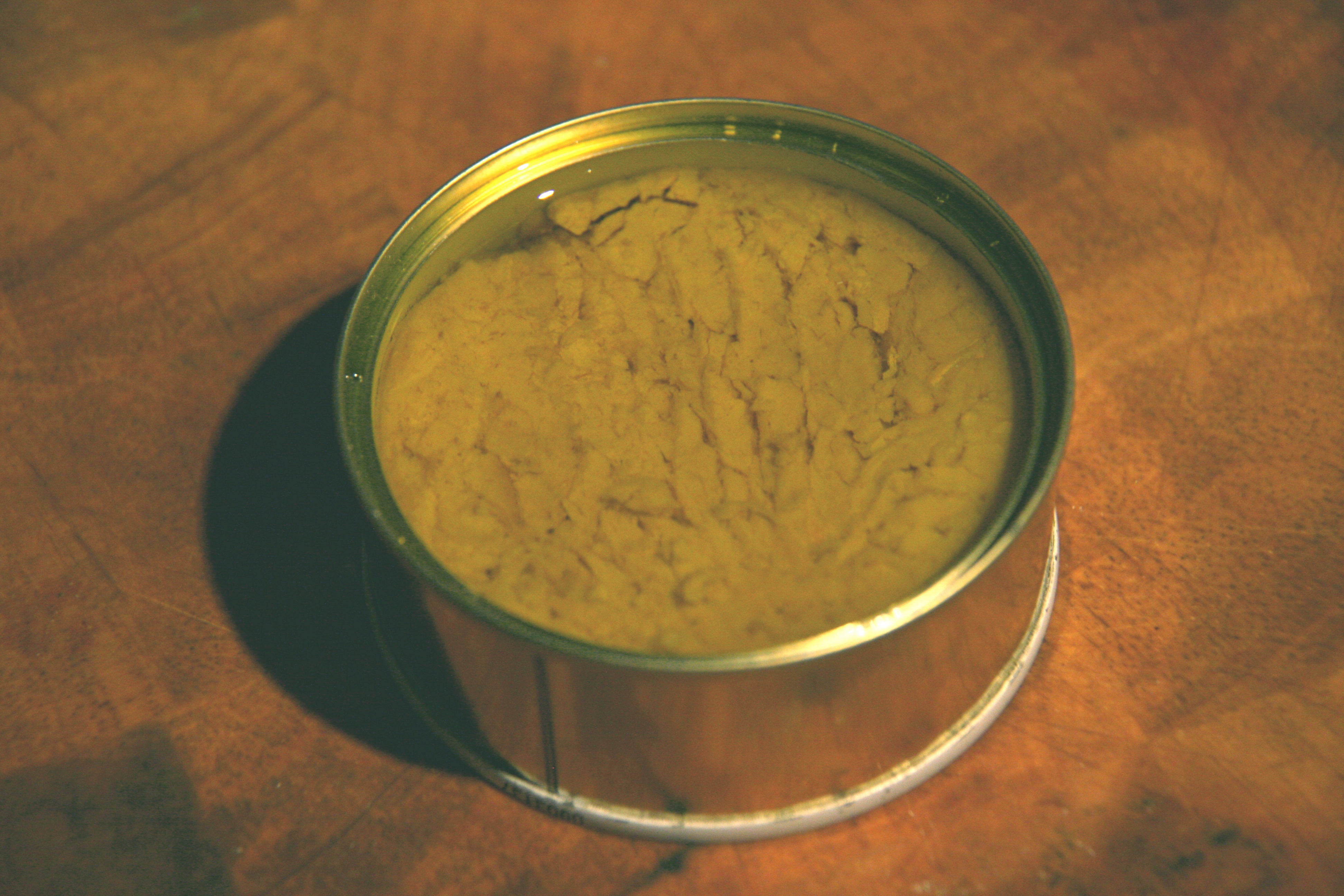
Tonno in scatola
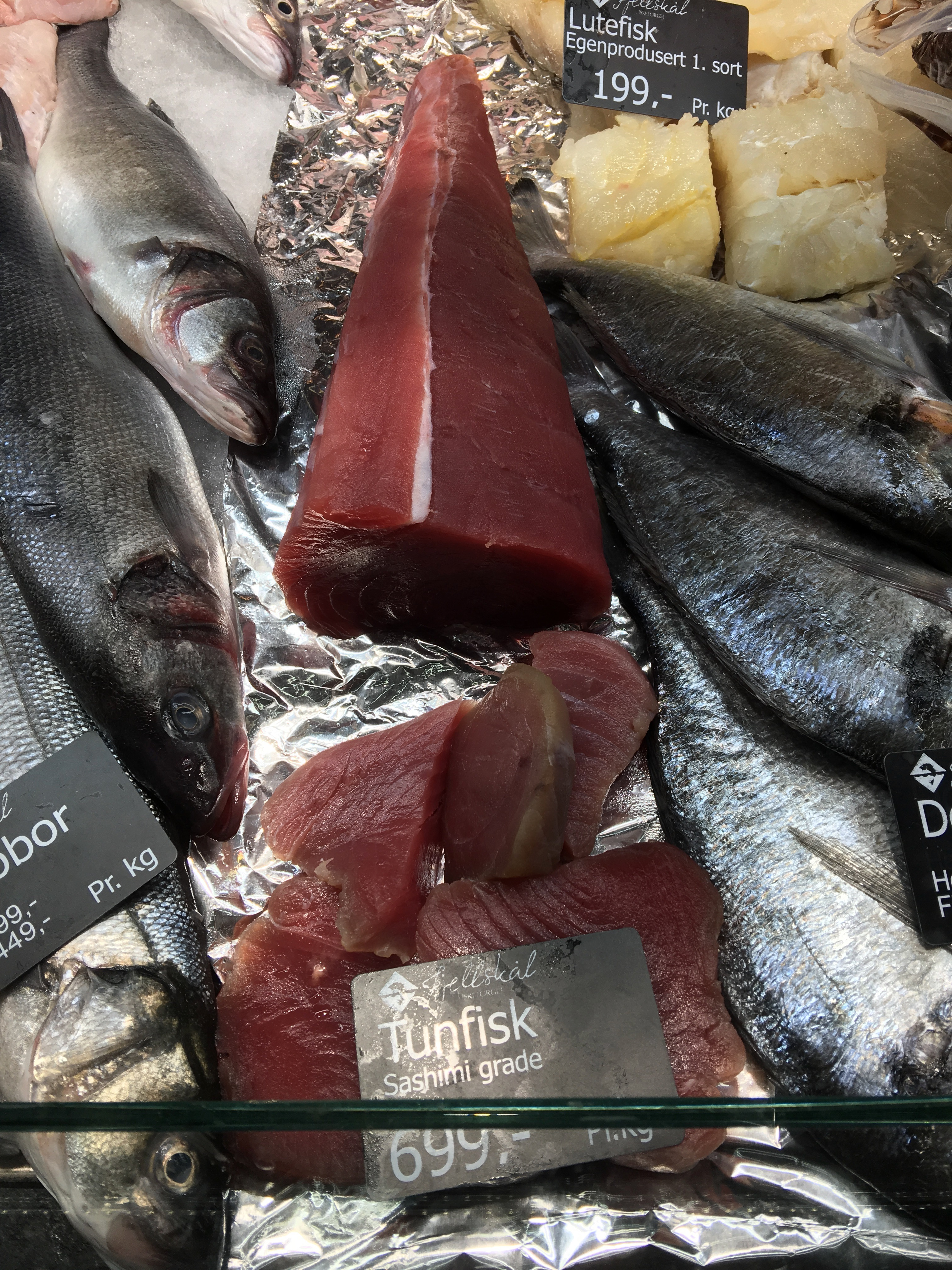
Tonno per sashimi al mercato del pesce (Bergen, Norvegia)
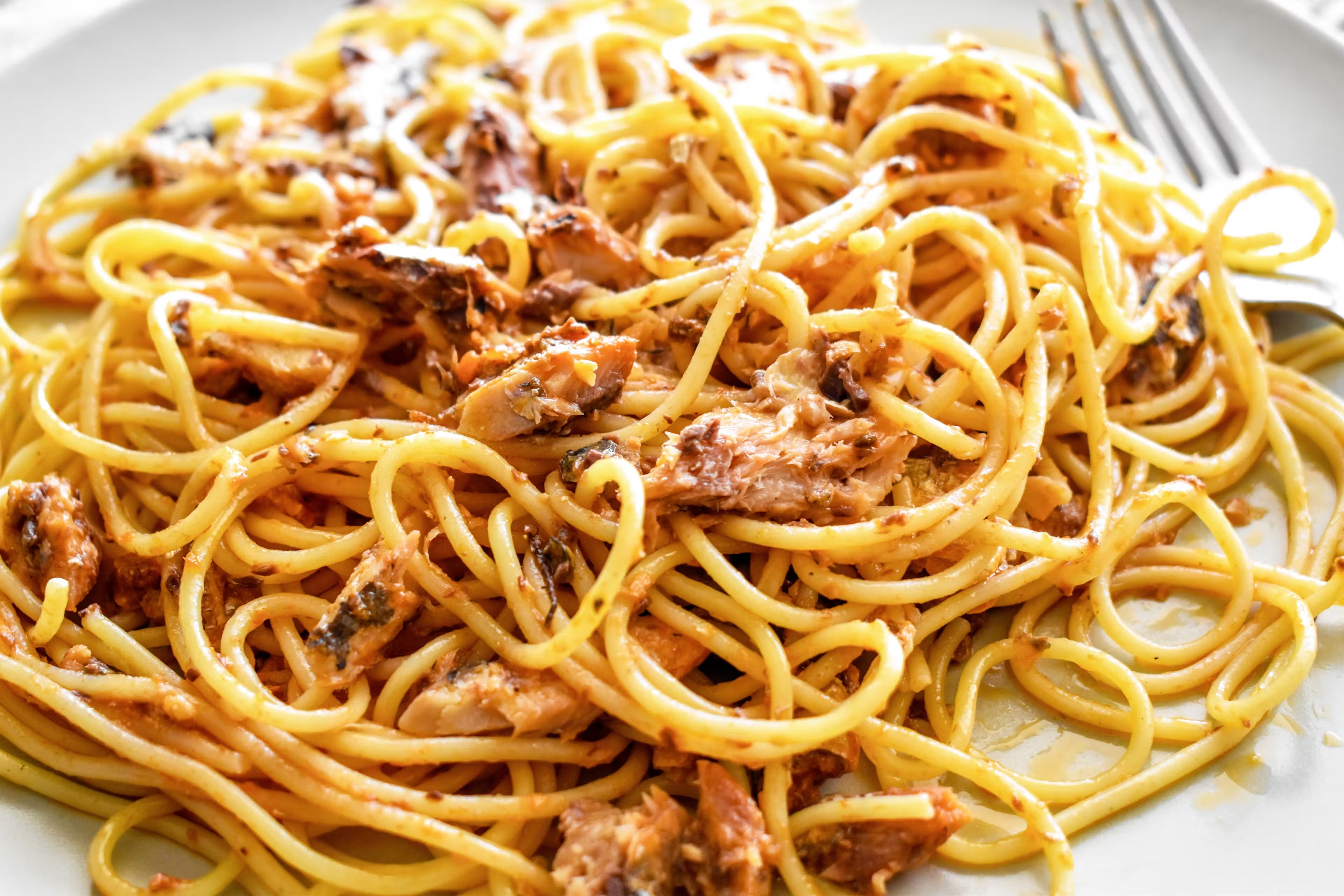
Spaghetti al tonno

### Specialità gastronomiche italiane
Numerose regioni italiane hanno inserito nel proprio elenco di prodotti agroalimentari tradizionali il tonno o parti di esso:
- Liguria
  - tonno sott'olio
  - tonnina
- Toscana
  - tonnina
  - filetto di tonno
- Sicilia
  - bottarga, uovo di tonno
  - tonno di tonnara
  - buzzonaglia
  - ficazza, o "sosizzune"
  - tonno in agrodolce
  - cuore, cuore di tonno
  - figatello, lattume
  - musciame di tonno, filetto di tonno
  - tonno affumicato
  - tonno sott'olio
  - ventre di tonno
  - tunnina
  - polmonello
- Calabria:
  - bottarga di tonno
  - tonno sott'olio, pesantono sott'olio, pisantuni sutt'ogghiu
- Sardegna
  - belu, trippa di tonno
  - bottarga di tonno, bottariga di tonno, butariga de tonnu, butarga de tonnu, butarla de scampirru
  - cuore, cuore di tonno
  - figatello, lattume
  - musciame di tonno, filetto di tonno
  - tonno affumicato
  - tonno sott'olio
  - tunninia
- Piemonte
  - Antipasto piemontese

## Altri impieghi
I professori italiani Roberto Parravicini e Alessandro Verona hanno dimostrato che è possibile ricavare valvole cardiache di origine biologica dallo stroma corneale del tonno.